# 海峡 (1997年のテレビドラマ)
『海峡』（かいきょう）は、1997年4月6日から4月27日まで、NHK BS2の「BS日曜ドラマ」枠で放送された連続ドラマ（全4回）。
1999年4月3日からNHK総合テレビの「NHKドラマ館」枠でも前後編に再編集されて放送された。

## キャスト
- 絹子 - 池上季実子
- 斉次郎 - 小林稔侍
- 英雄 - 篠崎隼兵
- 民子 - 若林しほ
- 林（リン） - 春田純一
- 小夜 - 村田和美
- 源造 - 下川辰平
- 藤原 - 神保悟志
- 山下容莉枝
- KONTA
- 深田恭子
- 貴山侑哉
- 並川倖大
- 酒井麻吏
- 諏訪太朗
- 山崎満
- 大村眞利枝 ほか

## スタッフ
- 原作：伊集院静「海峡」（新潮社・ISBN 4-10-382401-8）
- 脚本：神山由美子
- 演出：藤田明二
- 音楽：溝口肇
- 風俗考証：木村威夫
- 殺陣指導：深作覚
- プロデューサー：中山和記
- 制作統括：一柳邦久、金澤宏次
- 共同制作：NHKエンタープライズ、共同テレビジョン
- 制作・著作：NHK

| スタブアイコン | サブスタブ | この項目は、まだ閲覧者の調べものの参照としては役立たない、テレビ番組に関連した書きかけの項目です。この項目を加筆・訂正などしてくださる協力者を求めています（P:テレビ/PJ:放送または配信の番組）。 |